# Ібрагімов Тарас Анатолійович
 Тара́с Анато́лійович Ібрагі́мов (Ратне, Волинська область) — український журналіст. Кавалер ордена «За заслуги» III ступеня.

## Життєпис
Народився й жив у селищі Ратному (Волинська область). Здобувши середню освіту в ратнівській гімназії імені Василя Газіна (2007), вступив до Східноєвропейського університету імені Лесі Українки на спеціальність політологія. Закінчивши ЗВО, переїхав до Києва.
Як журналіст працює з 2015 року — прийшов у професію вже після Євромайдану та спроби росіян анексувати Крим. Тривалий час працював на території тимчасово окупованого півострова, фотографував і писав про політичні репресії та утиски українців, працював попри ризики для життя. Висвітлював для різних ЗМІ судові процеси над кримчанами, визнаними міжнародними організаціями політичними в'язнями, зокрема був журналістом проєкту Радіо Свобода «Крим.Реалії». З травня 2018 року працював на телеканалі «UA: Крим». Тараса неодноразово затримували в Криму і зрештою 2019 року заборонили в'їзд на територію півострова терміном на 35 років. Чіткого пояснення, з чим пов'язана заборона, ні в ухвалі, ні в усному поясненні журналістові не надали.
Працював як журналіст і фотограф, згодом — головний редактор департаменту дирекції акціонерного товариства «Національна суспільна телерадіокомпанія України». На платформах «Суспільного» започаткував і вів подкаст «Відбій тривоги» — про життя після повномасштабного вторгнення росіян в Україну 2022 року. Спілкується з українськими митцями, журналістами, військовиками, волонтерами, істориками про боротьбу проти російських окупантів. З 24 лютого 2022 року виїздив у відрядження до багатьох гарячих точок і прифронтових областей України (деокупована Київщина, Миколаїв, що перебував під ворожим вогнем, серед перших побував у деокупованому Херсоні. З кінця травня 2022-го їздив працювати як журналіст на Східну Україну — Вугледар, Сіверськодонецьк, Лисичанськ, Бахмут).

## Нагороди, відзнаки
- орден «За заслуги» III ступеня (2023) — за вагомий особистий внесок у розвиток вітчизняної журналістики та інформаційної сфери, мужність і самовідданість, виявлені під час висвітлення подій повномасштабного вторгнення Російської Федерації на територію України, багаторічну сумлінну працю та високу професійну майстерність[1].
- Приз у номінації «Найкраще новинне висвітлення резонансної події» 14-го конкурсу професійної журналістики «Честь професії» (2023).